# Macaranga crassistipulosa
Macaranga crassistipulosa är en törelväxtart som beskrevs av Ferdinand Albin Pax och Käthe Hoffmann. Macaranga crassistipulosa ingår i släktet Macaranga och familjen törelväxter.
Artens utbredningsområde är Sulawesi. Inga underarter finns listade i Catalogue of Life.